# Eric te Paske
Eric te Paske (Amsterdam, 3 maart 1965) is een Nederlands voormalig profvoetballer en voetbaltrainer.
Te Paske debuteerde in 1985 in het eerste van AZ '67. Twee seizoenen later ging hij op het tweede niveau in Zwitserland voor FC Chur spelen. Van 1988 tot 1990 speelde hij voor de amateurs van HVV Hollandia en voor het Nederlands amateurvoetbalelftal en speelde hij tevens zaalvoetbal voor 't Hoornsche Veerhuys. Te Paske werd teruggehaald door AZ waar hij na het seizoen 1993/94 wegens blessures zijn loopbaan besloot.
Te Paske ging in 2008 als assistent van René Feller naar Rwanda waar ze legerclub APR FC trainden. Hij volgde Feller op als hoofdtrainer van APR FC en werd in 2009, 2010 landskampioen en won ook de Rwandese beker en de CECAFA Club Cup in 2010. In het seizoen 2011/12 trainde hij kortstondig Kwiek '78 uit Avenhorn.